# Dušan Sidor (allenatore di hockey su ghiaccio)
Dušan Sidor (Kremnica, 20 luglio 1956) è un allenatore di hockey su ghiaccio slovacco che allena i portieri dei Langnau Tigers.

## Carriera
Ha perlopiù allenato in Svizzera: dal 2005 al 2013 ha allenato i portieri del Lugano (sia della prima squadra che delle giovanili Under-17 ed Under-20), per passare poi ai Langnau Tigers con gli stessi compiti. Nella stagione 2014-2015 ha affiancato all'impegno coi Tigers quello con il Berna. 

## Vita privata
Il figlio, che porta il suo stesso nome, Dušan Sidor, è un giocatore di hockey su ghiaccio, di ruolo portiere.

## Statistiche
Statistiche aggiornate a giugno 2013.

### Club
| Stagione  | Squadra     | Lega          | Ruolo             | Note |
| --------- | ----------- | ------------- | ----------------- | ---- |
| 2005-2006 | Lugano U17  | Elite Novizen | Goaltending Coach |      |
|           | Lugano U20  | Elite Jr. A   | Goaltending Coach |      |
|           | Lugano      | NLA           | Goaltending Coach |      |
| 2006-2007 | Lugano U17  | Elite Novizen | Goaltending Coach |      |
|           | Lugano U20  | Elite Jr. A   | Goaltending Coach |      |
|           | Lugano      | NLA           | Goaltending Coach |      |
| 2007-2008 | Lugano U17  | Elite Novizen | Goaltending Coach |      |
|           | Lugano U20  | Elite Jr. A   | Goaltending Coach |      |
|           | Lugano      | NLA           | Goaltending Coach |      |
| 2008-2009 | Lugano U17  | Elite Novizen | Goaltending Coach |      |
|           | Lugano U20  | Elite Jr. A   | Goaltending Coach |      |
|           | Lugano      | NLA           | Goaltending Coach |      |
| 2009-2010 | Lugano U17  | Elite Novizen | Goaltending Coach |      |
|           | Lugano U20  | Elite Jr. A   | Goaltending Coach |      |
|           | Lugano      | NLA           | Goaltending Coach |      |
| 2010-2011 | Lugano U17  | Elite Novizen | Goaltending Coach |      |
|           | Lugano U20  | Elite Jr. A   | Goaltending Coach |      |
|           | Lugano      | NLA           | Goaltending Coach |      |
| 2011-2012 | Lugano U17  | Elite Novizen | Goaltending Coach |      |
|           | Lugano U20  | Elite Jr. A   | Goaltending Coach |      |
|           | Lugano      | NLA           | Goaltending Coach |      |
| 2012-2013 | Lugano U17  | Elite Novizen | Goaltending Coach |      |
|           | Lugano U20  | Elite Jr. A   | Goaltending Coach |      |
|           | Lugano      | NLA           | Goaltending Coach |      |
| 2013-2014 | Langnau U17 | Elite Novizen | Goaltending Coach |      |
|           | Langnau U20 | Elite Jr. A   | Goaltending Coach |      |
|           | Langnau     | NLB           | Goaltending Coach |      |

## Palmarès

### Club
- Campionato svizzero: 1

 Lugano: 2005-06